# ننه‌یخی، پسر و تابستان
ننه‌یخی، پسر و تابستان کتابی از حمیدرضا نجفی است که در سال ۱۳۹۰ از سوی نشر کانون پرورش فکری کودکان و نوجوانان منتشر و در سال ۲۰۱۳ در فهرست کلاغ سفید قرار گرفت.

## معرفی
هانی قهرمان داستان است که با پدرش زندگی می کند و مادرخود را ازدست داده است. کتاب ننه یخی، پسر و تابستان شامل پنج فصل است. فصل اول با عنوان: شکار خطرناک است که به شکار پروانه توسط هانی داد که در آخر سر از بالای دیوار بر زمین می افتد و فلج شده در بیمارستان بستری می شود. فصل دوم کتاب با عنوان تلاش بیهوده در بن بست یا دوست یک هفته ای است که در بیمارستان بستری بوده و فامیل ها از جمله عمه و زن عمو به عیادت هانی آمده بودند و همچنین به آشنا شدن او با پسری به نام حسن که سرطان داشت و بعد از یک هفته مرد اشاره کرده است فصل سوم: دوباره خانه است که اشاره به مرخص شدن هانی از بیمارستان و عیادت عمه و عمو، زن عمو ،پوریا پسر عمو و همچنین خاطره ای از بردن مارمولک به مدرسه و عکس العمل معلم و همچنین آشنا شدن هانی با ننه یخی دارد فصل چهارم، با عنوان کوه زمرد است که در این فصل دکتر و ننه یخی یک لحظه در خانه هانی همدیگر را می بینند و با حیرت و تعجب به همدیگر نگاه می کنند. همچنین در این فصل هانی با ننه یخی بیشتر آشنا شده و ننه یخی گم شدن دخترش به نام زمرد را به پسره یعنی هانی تعریف می کند و فصل پایانی داستان با عنوان سرقت بزرگ است که اشاره به دزدیده شدن پوریا توسط چهار دزد و زخمی شدن ننه یخی و از دنیا رفتن ننه و پیدا شدن زمرد به عنوان مادر دکتر اشاره دارد که در این قسمت داستان به پایان می رسد.